# Paolo Renosto
Paolo Renosto, noto anche con lo pseudonimo di Lesiman (Firenze, 10 ottobre 1935 – Reggio Calabria, 10 febbraio 1988), è stato un compositore italiano.

## Biografia
Fiorentino di nascita, Paolo Renosto si formò inizialmente con Luigi Dallapiccola divenendone allievo poco dopo e in seguito con Bruno Maderna e Roberto Lupi. Fu membro dell'"Associazione Nuova Consonanza" di Roma, ed ebbe parte attiva anche nel gruppo d'improvvisazione della stessa associazione, assieme a musicisti quali Franco Evangelisti e Domenico Guaccero. Collaborò spesso con la Rai, anche in qualità di pianista e direttore d'orchestra, privilegiando decisamente il repertorio contemporaneo e d'avanguardia.
Autore di numerose composizioni sinfoniche, cameristiche e di opere teatrali, Renosto iniziò l'attività didattica in qualità di docente nel 1974. Alla fine del 1985 venne nominato commissario straordinario del Conservatorio Francesco Cilea di Reggio Calabria, città dove visse fino alla morte, avvenuta nel 1988 a causa di un infarto.
Interessato inizialmente alla dodecafonia e allo strutturalismo, ben presto Renosto spostò i suoi interessi verso un linguaggio denso di coinvolgimenti materici, con meno restrizioni dei procedimenti seriali che usò nei suoi primi lavori. Il suo interesse verso l'improvvisazione è sintomatico di una notevole apertura mentale, nonché di una certa irrequietezza nei riguardi di strutture formali particolarmente coercitive. L'autore è noto nell'ambiente del commento sonoro (film, music library, score) con lo pseudonimo di Lesiman.
(Music Addiction, marzo 2012)

## Composizioni principali

### Opere teatrali
- Andante amoroso (1970)
- La camera degli sposi (Piccola Scala di Milano, 1972)
- L'ombra di Banquo, ossia La lezione di potere, scena lirica (1976)
- Le Campanule, commedia mistica su testo di Bruno Cagli.

### Musica cameristica e sinfonica
- Dissolvenza per otto strumenti a percussione (1964)
- Mixage per flauto in sol, flauto in do e pianoforte (1965 con Severino Gazzelloni e Bruno Canino al Teatro La Fenice di Venezia)
- Ar-Loth per corno inglese e oboe d'amore (1969)
- Forma per orchestra (1969, diretto in prima esecuzione da Bruno Maderna al Teatro La Fenice per la Biennale di Venezia)
- Praeludium per violino e nastro magnetico (1973)
- Per Marisa T. pianista per pianoforte (1974)
- Due studi per violino (1978)
- Addii per gruppo da camera (1979)
- Presenza I per violoncello (1979)
- Tane per flauto basso e ottavino (1982)
- Pagina III per pianoforte (1983)
- Samurai per clarinetto basso (1983)
- In fondo alla pagina per viola (1984)
- Music for Chamber Group per 9 strumenti (1984)

### Colonne sonore
- Irene, Irene, regia di Peter Del Monte (1975)